# Das ist bei uns nicht möglich

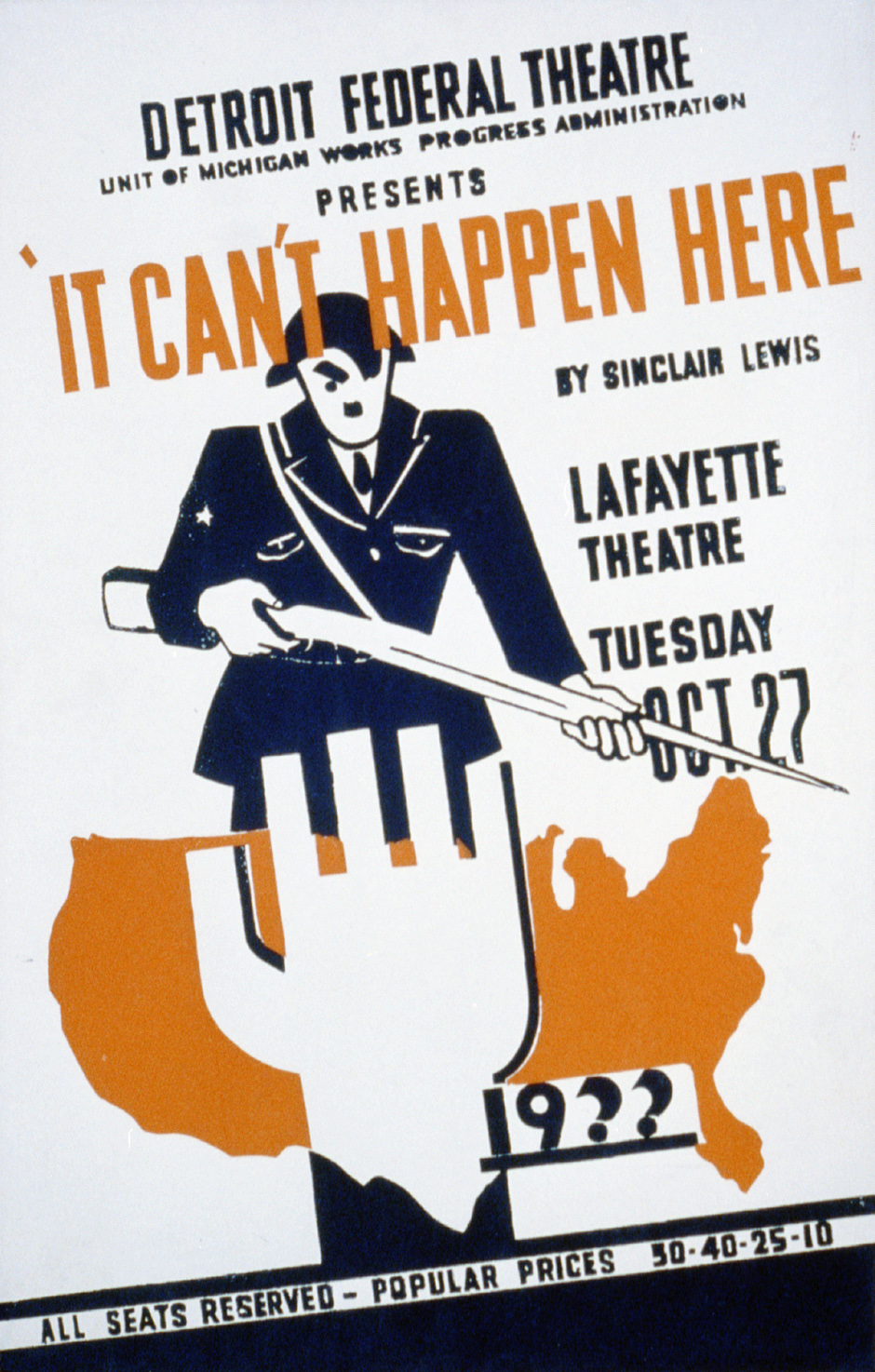
Poster zu einer Bühnenadaption von Sinclair Lewis’ It Can’t Happen Here (um 1936)

Das ist bei uns nicht möglich ist der deutsche Titel des satirischen Polit-Romans It Can’t Happen Here von Sinclair Lewis. Das Original erschien 1935, die deutsche Übersetzung von Hans Meisel als Erstausgabe in Amsterdam 1936, nach dem Krieg in Leipzig und Weimar 1984 sowie Berlin 2017.

## Hintergrund
Der Roman beschreibt mit Blick auf den Aufstrebenden Faschismus in Europa den Aufstieg von Berzelius „Buzz“ Windrip, einem Politiker, der Franklin Delano Roosevelt (FDR) besiegt und zum Präsidenten der Vereinigten Staaten gewählt wird, nachdem er Ängste geschürt und drastische Wirtschafts- und Sozialreformen sowie eine Rückkehr zu Patriotismus und traditionellen Werten versprochen hatte. Nach seiner Wahl übernimmt Windrip die komplette Kontrolle über die Regierung und errichtet eine plutokratische bzw. totalitäre Herrschaft mit Hilfe einer erbarmungslosen paramilitärischen Truppe, den Minute Men. Im Mittelpunkt der Handlung steht der Widerstand des Journalisten Doremus Jessup gegen das neue Regime und sein Kampf als Teil einer liberalen Rebellion. Zeitgenössische Rezensenten betonten die Parallelen zu Huey Long, der sich auf seine Kandidatur für die US-Präsidentschaftswahl 1936 vorbereitete, als er 1935, kurz vor Erscheinen des Romans, ermordet wurde.

## Handlung
Im Jahr 1936 tritt der amerikanische Senator Berzelius „Buzz“ Windrip mit einem populistischen Programm in den Präsidentschaftswahlkampf ein. Er verspricht, das Land wieder zu Wohlstand und Größe zu führen, und verspricht jedem Bürger 5.000 Dollar pro Jahr. Windrip, der sich als Verfechter des „vergessenen Mannes“ und „traditioneller“ amerikanischer Werte präsentiert, besiegt bei der Nominierung der Demokraten den amtierenden Präsidenten Franklin D. Roosevelt und seinen republikanischen Herausforderer Senator Walt Trowbridge.
Nachdem er bereits einige autoritäre Maßnahmen zur Umstrukturierung der Regierung angekündigt hatte, verbietet Windrip abweichende Meinungen, sperrt politische Gegner in Konzentrationslager ein und bildet eine paramilitärische Truppe namens „Minuten-Männer“ (englisch „Minute Men“, benannt nach den gleichnamigen Milizen aus dem Revolutionskrieg) aus, die die Bürger terrorisiert und die Politik eines korporatistischen Regimes durchsetzt. Eine von Windrips ersten Handlungen als Präsident besteht darin, den Einfluss des Kongresses zu beseitigen, was den Zorn vieler Bürger und auch der Gesetzgeber selbst auf sich zieht. Die Minute Men reagieren auf Proteste mit Härte und greifen Demonstranten mit Bajonetten an. Zusätzlich zu diesen Maßnahmen beschneidet Windrips Regierung, die als „Korpo-Regierung“ bekannt ist, die Rechte von Frauen und Minderheiten und beseitigt die einzelnen Bundesstaaten, indem sie das Land in Verwaltungssektoren unterteilt. Die Regierung dieser Sektoren wird von Korpo-Behörden geleitet, bei denen es sich in der Regel um prominente Geschäftsleute oder Offiziere der Minuten-Männer handelt. Diejenigen, die eines Verbrechens gegen die Regierung beschuldigt werden, müssen sich vor Schaugerichten verantworten, die von Militärrichtern geleitet werden. Eine Mehrheit der Amerikaner befürwortet diese diktatorischen Maßnahmen, da sie sie als schmerzhafte, aber notwendige Schritte zur Wiederherstellung der amerikanischen Macht ansehen.
Offene Windrip-Gegner, angeführt von Senator Trowbridge, gründen eine als New Underground („Neuer Untergrund“, benannt in Anlehnung an die Underground Railroad) bezeichnete Organisation, die Dissidenten bei der Flucht nach Kanada hilft und Anti-Windrip-Propaganda verbreitet. Einer der Rekruten des New Underground ist Doremus Jessup, ein traditioneller Liberaler und Gegner sowohl des Korporatismus als auch des Kommunismus, wobei letzterer von Windrips Regierung unterdrückt wird. Jessups Beteiligung an der Organisation führt zur Veröffentlichung der Zeitschrift „Vermonter Wächter“ (englisch „The Vermont Vigilance“), in der er in Leitartikeln Windrips Machtmissbrauch anprangert.
Shad Ledue, der örtliche Bezirksbeauftragte und Jessups ehemaliger Angestellter, nimmt das seinem alten Arbeitgeber übel. Nachdem er Jessups Handlungen aufgedeckt hat, lässt Ledue ihn in ein Konzentrationslager einweisen. Ledue terrorisiert Jessups Familie und insbesondere seine Tochter Sissy, die er erfolglos zu verführen versucht. Sissy entdeckt Beweise für korrupte Machenschaften von Ledue, die sie Francis Tasbrough, einem ehemaligen Freund von Jessup und Ledues Vorgesetzten in der Verwaltungshierarchie, vorlegt. Tasbrough lässt Ledue im selben Lager wie Jessup inhaftieren, wo die von Ledue dorthin geschickten Häftlinge seine Ermordung organisieren. Jessup entkommt schließlich, nachdem seine Freunde einen der Lagerwächter bestechen. Er flieht nach Kanada und schließt sich dem Neuen Untergrund an. Später dient er der Organisation als Spion, der Informationen weitergibt und die Einheimischen zum Widerstand gegen Windrip auffordert.
Mit der Zeit wird Windrips Machtposition schwächer, da der von ihm versprochene wirtschaftliche Wohlstand ausbleibt und immer mehr desillusionierte Amerikaner, darunter auch Vizepräsident Perley Beecroft, aus dem Land fliehen. Windrip verärgert auch seinen Außenminister Lee Sarason, der zuvor als sein wichtigster politischer Mitarbeiter und Berater fungiert hatte. Sarason und Windrips andere Leutnants, darunter General Dewey Haik, ergreifen die Macht und verbannen den Präsidenten nach Frankreich. Sarason tritt die Nachfolge Windrips an, doch seine extravagante und relativ schwache Herrschaft schafft ein Machtvakuum, in dem Haik und andere um die Macht konkurrieren. In einem Putsch führt Haik eine Gruppe von Militäranhängern ins Weiße Haus, tötet Sarason und seine Mitarbeiter und ernennt sich selbst zum Präsidenten. Die beiden Putsche führen zu einer langsamen Erosion der Macht der Korpos. Haiks Regierung versucht, Patriotismus zu wecken, indem sie eine Invasion in Mexiko startet, das Land in den staatlichen Zeitungen verleumdet und eine Masseneinberufung junger amerikanischer Männer anordnet, was viele verärgert, die bis dahin Korpo-Loyalisten gewesen waren. Im ganzen Land kommt es zu Aufständen und Rebellionen, da viele erkennen, dass die Korpos sie getäuscht haben.
General Emmanuel Coon, einer von Haiks hochrangigen Offizieren, wechselt mit einem großen Teil seiner Armee zur Opposition und stärkt die Widerstandsbewegung. Obwohl Haik weiterhin einen Großteil des Landes kontrolliert, bricht bald ein neuer Bürgerkrieg aus, da der Widerstand versucht, seine Macht im Mittleren Westen zu festigen. Als der Konflikt beginnt, arbeitet Jessup als Agent für den Neuen Untergrund in den von der Korpo besetzten Teilen des südlichen Minnesota.

## Adaptionen
Gemeinsam mit John C. Moffitt schuf Lewis eine Bühnenfassung, die am 27. Oktober 1936 Premiere feierte und, gefördert durch das Federal Theatre Project, gleichzeitig in 21 Theatern aufgeführt wurde. Eine Neufassung von Tony Taccone und Bennett S. Cohen wurde im September 2016 im Berkeley Repertory Theatre uraufgeführt.
In Deutschland erlebte das Stück seine Uraufführung am 20. September 2017 in den Kammerspielen des Deutschen Theaters (Berlin). Regisseur Christopher Rüping erstellte hierzu gemeinsam mit dem Dramaturgen John von Düffel eine eigene Bühnenfassung.
Metro-Goldwyn-Mayer (MGM) hatte sich zwar bereits Ende 1935 die Filmrechte gesichert und Sidney Howard Anfang 1936 das Drehbuch vollendet, gab aber nach langen Verzögerungen 1939 bekannt, dass der Film nicht produziert werde.
ABC strahlte 1968 Shadow on the Land aus, der als Pilotfilm für eine auf dem Roman basierende Fernsehserie gedacht war. Eine Science-Fiction-Version der Handlung ist die Miniserie 1983 V – Die außerirdischen Besucher kommen.

## Rezeption und Vermächtnis
Seit seiner Veröffentlichung gilt der Roman als warnendes Beispiel, beginnend mit der Präsidentschaftswahl von 1936 und dem potenziellen Kandidaten Huey Long. Rückblickend wird auch Franklin D. Roosevelts Internierung japanischer Amerikaner während des Zweiten Weltkriegs als Beispiel für Das ist bei uns nicht möglich herangezogen, obwohl es eigentlich eine Maßnahme gegen das faschistische Kaiserreich Japan war.
Große Aufmerksamkeit erfuhr der Roman abermals ab der ersten Präsidentschaft Donald Trumps. Mehrere Autoren haben den Demagogen Buzz Windrip mit Donald Trump verglichen. So wurden vor den Wahlen 2016 im Guardian die Ähnlichkeiten zwischen Trumps Amerika und dem Land, wie es in dem Buch beschrieben wird gegenübergestellt. Daneben verglich beispielsweise auch Carlos Lozada Trump in der Washington Post mit Windrip und meinte, dass „die Ähnlichkeiten zwischen Trump und totalitären Figuren der amerikanischen Literatur unübersehbar sind.“ Nach den Ergebnissen der Präsidentschaftswahlen 2016 in den Vereinigten Staaten stiegen die Verkaufszahlen des Romans deutlich an, und das Buch war auf Amazon einer der meistverkauften Bücher. Am 20. Januar 2017, dem Tag der Amtseinführung von Donald Trump, wurde eine neue Ausgabe des Romans veröffentlicht, welche später in der ursprünglichen Übersetzung von Hans Meisel und einem Nachwort von Jan Brandt im deutschsprachigen Raum erschien.